# Forland
Forland är en tätort i Øygardens kommun i Vestland fylke i västra Norge. Orten ligger vid fylkesväg 560, på den södra delen av ön Sotra.
Tidigare har orten tillhört dåvarande Sunds kommun i Hordaland fylke.